# آواشناسی
آواشناسی یا فونتیک (به فرانسوی: Phonétique) شاخه‌ای از زبان‌شناسی است که به مطالعه اصوات گفتار انسان می‌پردازد و با خواص فیزیکی اصوات گفتاری (آواها) ارتباط دارد که عبارتند از: تولید فیزیولوژیکی آن‌ها، خواص آکوستیک، درک مخاطب و وضعیت نروفیزیولوژیکی. از سوی دیگر، واج‌شناسی به تعیین مشخصات دستوری چکیده سامانه‌های اصوات مربوط می‌شود.

## پیشینه
آواشناسی در سال ۳۵۰ پیش از میلاد مسیح در هند باستان مورد مطالعه قرار گرفته است و تعریف پانینی از مکان و طرز گفتار اصوات صامت در قرن پنجم پیش از میلاد مسیح به زبان سانسکریت برمی گردد. امروزه الفبای هندی اصلی، حروف صمات خود را مطابق با دسته‌بندی پانینی منظم کرده‌اند. یونانیان باستان نیز نخستین افرادی تلقی می‌شوند که یک سیستم نوشتاری را برای الفبای آوایی ارائه کردند. آواشناسی مدرن با الکساندر ملویل بل آغاز شد که کتاب «گفتار مرئی» او سیستمی از نشانه‌های دقیق را برای نوشتن اصوات گفتاری فراهم می‌کرد.
مطالعه آواشناسی در اواخر دهه نوزدهم به سرعت رشد کرد که بخشی از آن ناشی از ابداع آواسنج (فنوگراف) بود که اجازه می‌داد تا سیگنال گفتار ثبت شود. آواشناسان قادر بودند چندین بار سیگنال گفتار را بازپخش کنند و از فیلترهای آکوستیک برای آن سیگنال استفاده کنند و البته برای انجام این کار باید قادر به استنتاج دقیق‌تری در مورد طبیعت آکوستیک سیگنال گفتار می‌بودند.
لودیمار هرمان با استفاده از آواسنج ادیسون خواص طیفی اصوات صامت و صدادار را بررسی کرد و در این مقالات بود که اصطلاح «مرکب» برای نخستین بار معرفی شد. همچنین، هرمان صداهای ضبط‌شده‌اي صدادار را در سرعت‌های متفاوتی بازپخش کرد که با آواسنج ادیسون ساخته شده بود و این‌گونه نظریات تولید حروف صدادار ویلیس و ویتستون را آزمایش کرد.

## زمینه‌های فرعی
آواشناسی به عنوان رشته‌ای تحقیقاتی دارای سه شاخه اصلی است:
- آواشناسی تفصیلی به تفصیل گفتار مربوط می‌شود؛ یعنی موقعیت، شکل و حرکت تفصیل دهنده‌ها یا اعضای گفتاری مانند لب‌ها، زبان و تاهای دهانی
- آواشناسی آکوستیک با آکوستیک گفتار ارتباط دارد: خواص طیف‌سنجی امواج صدای تولیدشده با گفتار مانند فرکانس، شدت و ساختار هارمونیک آن‌ها.
- آواشناسی ممیزی با درک گفتار متناسب است: درک، دسته‌بندی و شناسایی اصوات گفتاری و نقش سیستم ممیزی و مغز در این فرایند.

## آوانگاری
آوانگاری فونتیک سیستمی برای نوشتن آوای اصوات است که در زبان گفتاری یا زبان اشاره ایجاد می‌شود. در شناخته شده‌ترین سیستم برای آوانگاری فونتیک یعنی الفبای آوانگاری بین‌المللی (IPA) از نقشه‌برداری یک به یک بین آواها و نمادهای نوشتاری استفاده می‌شود. , طبیعت استانداردشده IPA به کاربران آن اجازه می‌دهد تا آواها، گویش‌ها و لحن‌های زبان‌های مختلف را به درستی و به‌طور جامع بنویسند. IPA , نه تنها برای مطالعه آواشناسی، بلکه برای آموزش زبان، بازیگری حرفه‌ای و آسیب‌شناسی گفتار ابزار مفیدی است.

## کاربردها
کاربردهای آواشناسی عبارتند از:
- آواشناسی مباحثه‌ای که عبارت است از کاربرد آواشناسی (علم گفتار) برای اهداف (قانونی) مباحثه‌ای
- شناسایی گفتار یعنی آنالیز و آوانویسی گفتار ضبط شده با استفاده از یک سیستم کامپیوتری
- دانش نامولوژی و انتخاب نام برند[۸][۹][۱۰][۱۱][۱۲][۱۳]

## ارتباط با واج‌شناسی
برخلاف آواشناسی، واج‌شناسی عبارت است از مطالعه چگونگی الگوپذیری اصوات و ایماها بین زبان‌ها که چنین مسائلی را با سطوح و جنبه‌های دیگر زبان مرتبط‌می‌کند. آواشناسی با خواص تفصیلی و آکوستیک اصوات گفتاری، چگونگی تولید شدن آن‌ها و چگونگی درک آن‌ها ارتباط‌دارد. آواشناسان می‌توانند به عنوان بخشی از این بررسی به خواص فیزیکی کنتراست‌های صدای معنادار یا معنای اجتماعی کدگذاری شده در سیگنال گفتار (مانند جنسیت، مسائل جنسی، مسائل اخلاقی و غیره) بپردازند. با این حال یکی از بخش‌های اساسی تحقیقات انجام شده در زمینه آواشناسی به عناصر معنی‌دار موجود در سیگنال گفتار مربوط‌نمی‌شود.
درحالی‌که به شکل گسترده‌ای در مورد این مسئله موافقت شده که واج‌شناسی ریشه در آواشناسی دارد، شاخه متمایزی از زبان‌شناسی است که به اصوات و ایماها به عنوان واحدهای چکیده (مانند ویژگی‌ها، واج‌ها، وزن‌ها، هجاها و غیره) و تغییر شرطی آن‌ها (مثلا از طریق قوانین اَلوفونیک، محدودیت‌ها یا قوانین اشتقاق آن‌ها) مربوط می‌شود. واج‌شناسی از طریق دسته‌ای از ویژگی‌های متمایز با آواشناسی ارتباط دارد که نمایش چکیده واحدهای گفتاری را برای ایماهای تفصیلی، سیگنال‌های آکوستیک یا نمایش‌های ادراکی مجسم می‌کند.

## کتابشناسی
O'Grady, William, et al. (2005). Contemporary Linguistics: An Introduction (5th ed.).Bedford/St. Martin's. ISBN 0-312-41936-8.